# Ismaël Aït Djafer
Ismaël Aït Djafer (Argel, Argelia; 1 de marzo de 1929 - París, Francia; 1 de mayo de 1995) fue un poeta, intelectual y políglota argelino.

## Biografía
Ismaël Aït Djafer nació el 1 de marzo de 1929 en la alcazaba de Argel. A los diecisiete años de edad ya escribía para periódicos y revistas locales. A los 22 años de edad publicó la Endecha de los mendigos árabes de la alcazaba y de la pequeña Yasmina asesinada por su padre (Complainte des mendiants de la casbah et de la petite Yasmina tuée par son père), un poema clandestino y nacionalista, impreso en un panfleto editado por la Juventud de la Unión Democrática del Manifiesto Argelino en 1951.  Tras haber emigrado a París en donde estuvo por algunos años, Ismaël Aït Djafer regresó a Argelia a inicios de la Guerra de Liberación.  Entre 1958 y 1962 vivió en el exilio en Alemania y Suecia, tras el cual regresó a Argelia para trabajar en la administración.  Tras el derrocamiento de Ahmed Ben Bella, depuesto por Houari Boumédiène en 1965, Ismaël Aït Djafer se exilió definitivamente en París, donde murió el 1 de mayo de 1995.

## Obra
El poema Endecha de los mendigos árabes de la alcazaba y de la pequeña Yasmina asesinada por su padre (Complainte des mendiants de la casbah et de la petite Yasmina tuée par son père) se inspiró en un evento ocurrido el 20 de octubre de 1949 en la ciudad de Argel: Khouni Ahmed, un mendigo hambriento con tuberculosis, caminaba a lo largo de la Rue Franklin Roosevelt en compañía de su hija Yasmina de 9 años de edad.  Al acercarse un camión, Khouni empujó a su hija a las ruedas de éste, cayendo ella entre las ruedas y la acera. Al no haber muerto, su padre la tomó una vez más y corrió tras el camión para empujarla una segunda vez.  La pequeña murió poco después en el hospital tras haber acusado a su padre.  Este hecho fue además corroborado por cinco testigos.  Ahmed fue enjuiciado dos años después por una corte criminal y fue, sin embargo, declarado enfermo y demente tras la declaración de un siquiatra y, por tanto, enviado a un manicomio.  Ismaël Aït Djafer dedicó este poema a "aquellos que nunca han padecido hambre."  La circulación del poema fue principalmente local, mas en 1954 Jean-Paul Sartre lo publicó en su revista literaria Les Temps Modernes de París, y en 1960 fue publicado en un libro por la editorial Pierre-Jean Oswald Ediciones.  El escritor argelino Kateb Yacine diría de él: "este poema es también una página de nuestra historia." Publicado un año después del poema Que Despierte el Leñador de Pablo Neruda en 1950, y cinco años antes de Howl de Allen Ginsberg (1956), los dos largos poemas políticos más importantes del continente americano durante la década de 1950, los cuales hacían llamados de alerta a la conciencia social, Aït Djafer escribió este poema en donde atacaba la violencia económica de los ricos y la violencia existencialmente irresponsable de los pobres para provocar a los apáticos e indiferentes a crear un movimiento independiente y opuesto a los gobiernos basados en la avaricia, la corrupción y en la falsificación de la historia.
En 1998 se publican los Poemas escritos en prisión no merecida (Poèmes écrits en prison non méritée), poemas descubiertos por su hermano Mohammed y escritos en la misma línea de su Grito contra la tortura.

### Obras
- Endecha de los mendigos árabes de la alcazaba y de la pequeña Yasmina asesinada por su padre (Complainte des mendiants de la casbah et de la petite Yasmina tuée par son père, 1951)
- Grito (Cri, 1995)
- Poemas escritos en prisión no merecida (Poèmes écrits en prison non méritée, 1998)